# Neoscona ujavalai
Neoscona ujavalai là một loài nhện trong họ Araneidae.
Loài này thuộc chi Neoscona. Neoscona ujavalai được miêu tả năm 1992 bởi C. Adinarayana Reddy & Patel.